# Ibrahim bey Usubov
Ibrahim bey Musa Agha oghlu Usubov (en azerí: İbrahim bəy Musa Ağa oğlu Usubov; 6 de marzo de 1872 - 16 de junio de 1920) fue un mayor general de Azerbaiyán en el Ejército Imperial Ruso y en la República Democrática de Azerbaiyán.

## Primeros años
Ibrahim bey Usubov nació en la familia del oficial militar Musa Agha Usubov el 6 de marzo de 1872 en el pueblo de Yukhary-Salakhly de Qazakh uyezd . Recibiendo educación militar y disciplina de su padre, Ibrahim bey Usubov fue a la famosa Escuela de Artillería de Constantino. Después de graduarse, Usubov recibió el rango de podporuchik y fue asignado al 122.º Regimiento de Infantería de Tambov.

## Familia
Musa Agha, que fue oficial del ejército imperial ruso y recibió el rango militar de praporshchik el 2 de julio de 1839, fue subjefe del destacamento de honor musulmán y comandante en jefe del príncipe Vorontsov del Cuerpo Separado del Cáucaso. Por su valentía en las batallas contra los pueblos de las montañas en el pueblo de Dargo y Gerzel el 28 de enero de 1845 fue condecorado con la Orden de San Estanislao de 3er grado. El 9 de julio de 1848, Musa Agha Usubov se convirtió en segundo teniente y el 4 de diciembre de 1854 recibió el rango de poruchik (teniente).Усубов.JPG
En 1910, se casó con Govher Khanum, que era la hija menor del mufti transcaucásico Mirza Huseyn Afandi Qayibov. Solo tenía una hija, Nigar Usubova. Fue profesora de la Academia de Música de Bakú.

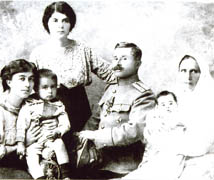
Ibrahim bey Usubov con su familia

## Carrera militar
En 1904, Usubov participó en la Guerra Ruso-Japonesa en un rango de Stabskapitän . Por su valor en la Batalla de Port Arthur, Usubov recibió la Orden de San Vladimir en cuarto grado y la Orden de San Estanislao (con espada y arco) en tercer grado.
En años posteriores, Usubov participó en la Primera Guerra Mundial. El 14 de octubre de 1914, un batallón encabezado por Usubov atacó posiciones cerca del pueblo de Mizinec haciendo retroceder a las fuerzas austriacas. Todos los contraataques austriacos que duraron tres días fueron rechazados por el batallón de Usubov. En diciembre de 1914 fue ascendido al grado de teniente coronel. En 1915 fue ascendido al grado de Coronel. El 9 de septiembre de 1915 Usubov fue condecorado con el cuarto grado de la Orden de San Jorge por su valentía en la batalla. En enero de 1917, fue nombrado Comandante de la brigada de la 133ª División de Infantería. El 1 de julio de 1917 fue ascendido a Mayor General.
Después de la Revolución de Octubre en Rusia, Ibrahim bey Usubov participó en la formación del Ejército de Azerbaiyán en la República Democrática de Azerbaiyán (ADR). El gobierno de ADR envió a Usubov a Italia para la adquisición de uniformes militares para el ejército. Negoció con empresas de Génova, Milán, Trento, Turín y Verona.
A principios de junio de 1920, los bolcheviques arrestaron a Usubov en su casa. Fue fusilado el 16 de junio de 1920.

## Distinciones
- - (1904)
- - (11.12.1905)
- - (11.12.1905)
- - (21.11.1906)
- - (6.12.1909)
- - (6.02.1913)
- - (1.03.1915)
- - (19.04.1915)
- - (29.12.1916)
- - (29.04.1917)
- - (6.12.1909) - (17.05.1917)